# 이스포르치 클루비 XV 지 노벰브루 (피라시카바)

이스포르치 클루비 XV 지 노벰브루(포르투갈어: Esporte Clube XV de Novembro) 또는 XV 지 피라시카바(포르투갈어: XV de Piracicaba)로 불리는 브라질의 축구단으로 상파울루주의 피라시카바를 연고로 한다. 2017년 현재 브라질 축구 4부 리그 캄페오나투 브라질레이루 세리이 D에 참가하고 있다.

## 역대 감독
| 감독 | 임기        |
| ---- | ----------- |
| 바당 | 1995 ~ 1996 |

## 같이 보기
- 캄페오나투 파울리스타